# 백운호수초등학교
백운호수초등학교(白雲湖水初等學校)는 대한민국 경기도 의왕시 의왕백운지식문화밸리에 있는 공립 초등학교이다.

## 연혁
- 2017년 2월 23일 : 학교설립계획 최종 승인
- 2018년 5월 28일 : 학교명 백운호수초등학교로 선정
- 2019년 3월 1일 : 초등 12학급, 유치원 3학급 개교
- 2019년 5월 1일 : 개교기념식
- 2019년 9월 1일 : 초등 13학급, 유치원 3학급 편성
- 2019년 12월 20일 : 더숲도서관 개관식
- 2020년 1월 3일 : 1월 3일 제1회 졸업식 (남14명, 여21명)
- 2020년 3월 1일 : 초등 15학급(초등 14학급, 특수반 1학급), 유치원 3학급 편성
- 2024년 2월 29일 1대 교장 박경수 퇴임,2대 교장 박정환 취임